# Studena (Horvátország)
 Studena  (olaszul: Studena) falu Horvátországban, a Tengermellék-Hegyvidék megyében. Közigazgatásilag Klanához tartozik.

## Fekvése
Fiumétól 12 km-re északnyugatra, községközpontjától 2 km-re délkeletre fekszik.

## Története
A település keletről nyitott fekvése miatt mindig vonzó célpont volt a fosztogató portyák számára, ezért már a római korban erről az oldalról védőfal védte a barbár törzsek támadásaitól. A fal a Júliai Alpoktól egészen a tengerpartig húzódott. Történetéről több monda is kering. Az itteni közösség  írott forrásai szerint az településnek már a 15. században önálló plébániája volt. Még ebben a században érte az első török támadás is, mely később többször megismétlődött. A felégetett házakat mindig újjáépítették és az élet tovább folytatódott. Lakói mezőgazdaságból, állattenyésztésből, erdőgazdálkodásból éltek. A településnek 1857-ben 280, 1910-ben 413 lakosa volt. Az első világháború után Studena az 1920-as rapallói szerződés értelmében a Szerb-Horvát-Szlovén Királyság része lett, de a határt úgy húzták meg, hogy az erdők kétharmada, és a mezők nagy része is az olasz oldalon maradt. Elválasztotta a határ Klanától is, melyhez évszázadok óta sokoldalúan kapcsolódott. Mivel az iskola is Klanán volt 1922-ben egy magánházban indult meg újra a tanítás. Nagy áldozatok árán épült fel 1934-ben az új iskolaépület. 1931-ben a gyakori esők által áztatott földeket meliorálták, majd egy évvel később megépült a települést Marišćinán át a Fiume – Ljubljana főúttal összekötő új út. Studenát rögtön a második világháború itteni kitörése után elfoglalták az olasz csapatok, de lakosságának a legnagyobb veszélyt 1944-ben kellett átélni. 1944. május 4-én az olaszok felégették a települést, az asszonyokat és a gyermekeket pedig Klanára hurcolták. Studena pontosan egy évvel e gyászos esemény után szabadult fel. A háború után Fiuméhez tartozott, majd 1993-ban Klana község része lett. 2011-ben 383 lakosa volt.

## Lakosság
| Lakosság változása | Lakosság változása | Lakosság változása | Lakosság változása | Lakosság változása | Lakosság változása | Lakosság változása | Lakosság változása | Lakosság változása | Lakosság változása | Lakosság változása | Lakosság változása | Lakosság változása | Lakosság változása | Lakosság változása | Lakosság változása |
| ------------------ | ------------------ | ------------------ | ------------------ | ------------------ | ------------------ | ------------------ | ------------------ | ------------------ | ------------------ | ------------------ | ------------------ | ------------------ | ------------------ | ------------------ | ------------------ |
| 1857               | 1869               | 1880               | 1890               | 1900               | 1910               | 1921               | 1931               | 1948               | 1953               | 1961               | 1971               | 1981               | 1991               | 2001               | 2011               |
| 280                | 273                | 308                | 328                | 344                | 413                | 462                | 547                | 433                | 471                | 459                | 467                | 456                | 441                | 409                | 383                |

## Nevezetességei
Szent Miklós tiszteletére szentelt temploma a Klanából Studenába vezető út mellett, a település északi bejárata előtt áll. A templom a 16. században épült késő gótikus stílusban. Egyhajós épület homlokzata előtt négyszögletes előtérrel. Alacsony nyitott harangtornya a nyugati homlokzat felett áll. A templomot 1952-ben és 1972-ben is megújították. A mai napig megőrizte egyszerűségét és késő gótikus jellegzetességeit. 2004-ben felvették a horvát kulturális örökség listájára.